# Ecosistemul acvatic „Lebăda albă”

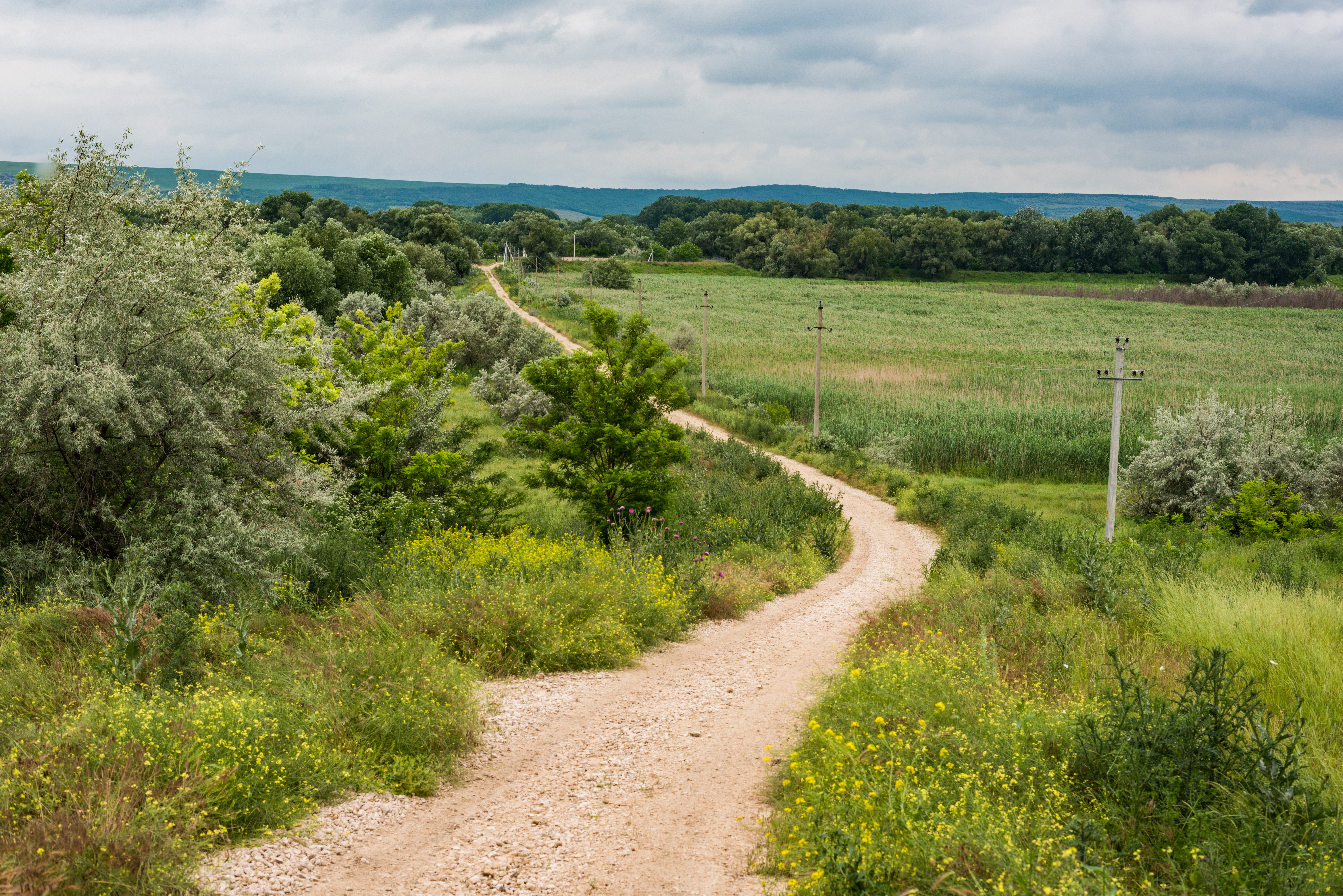
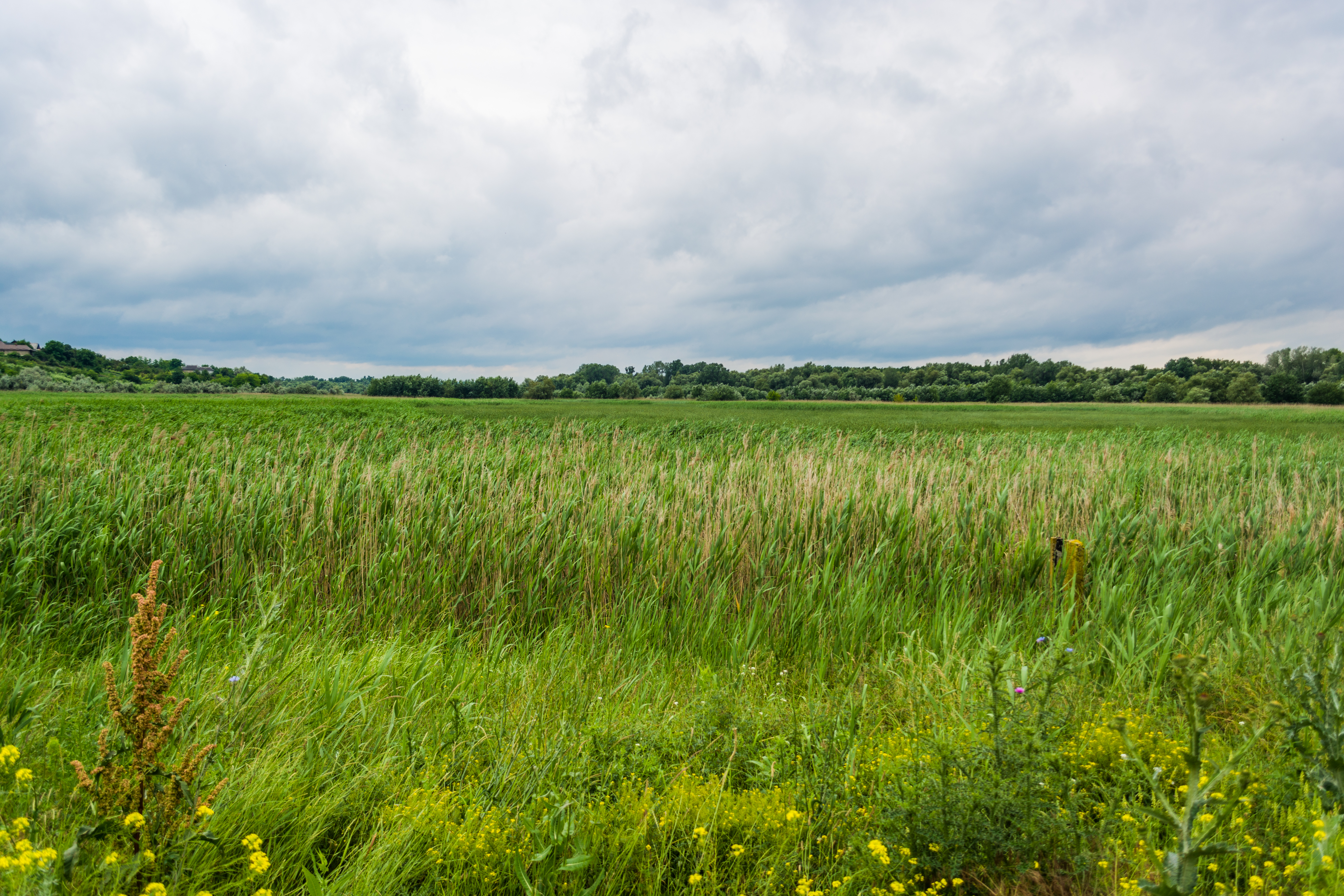
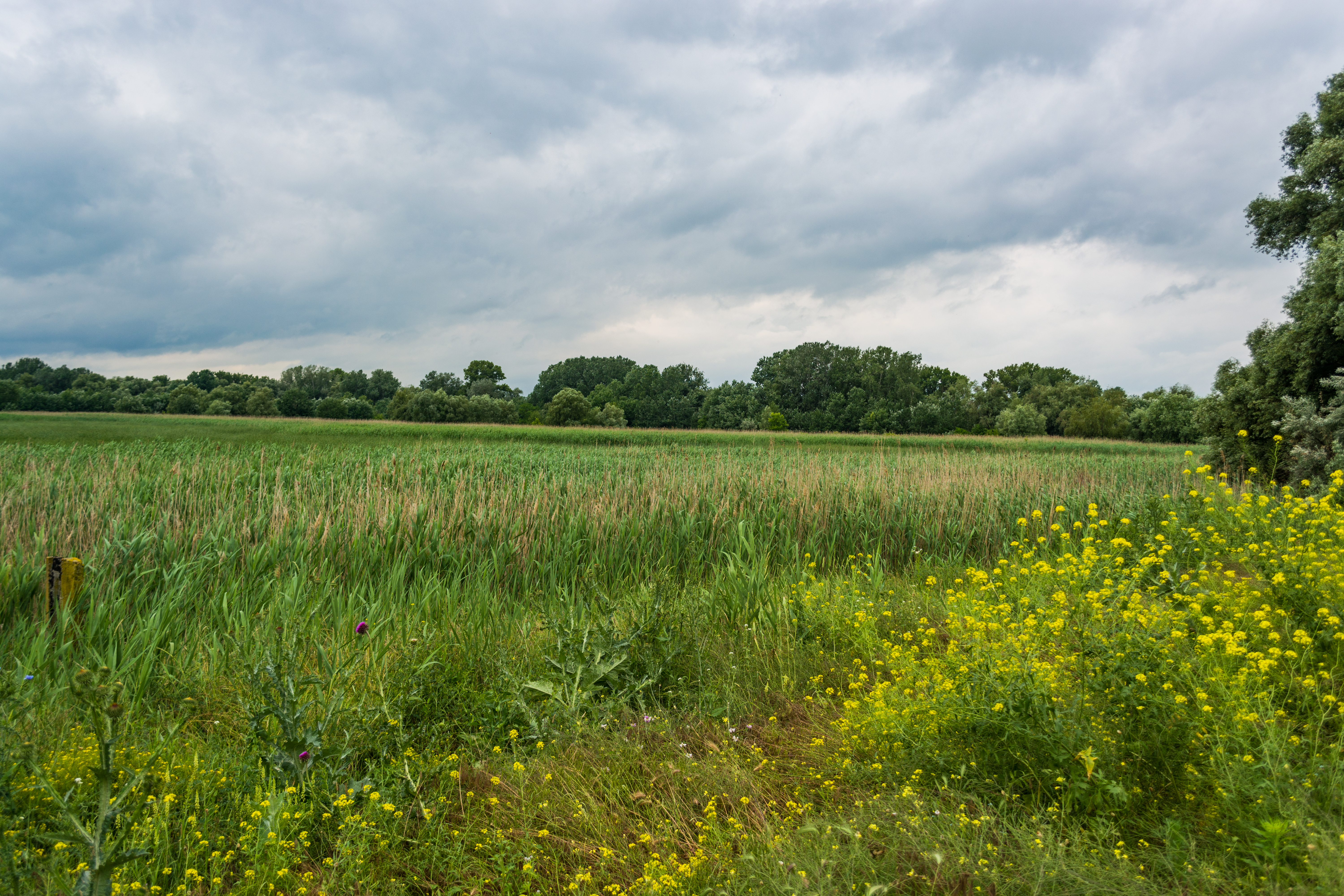
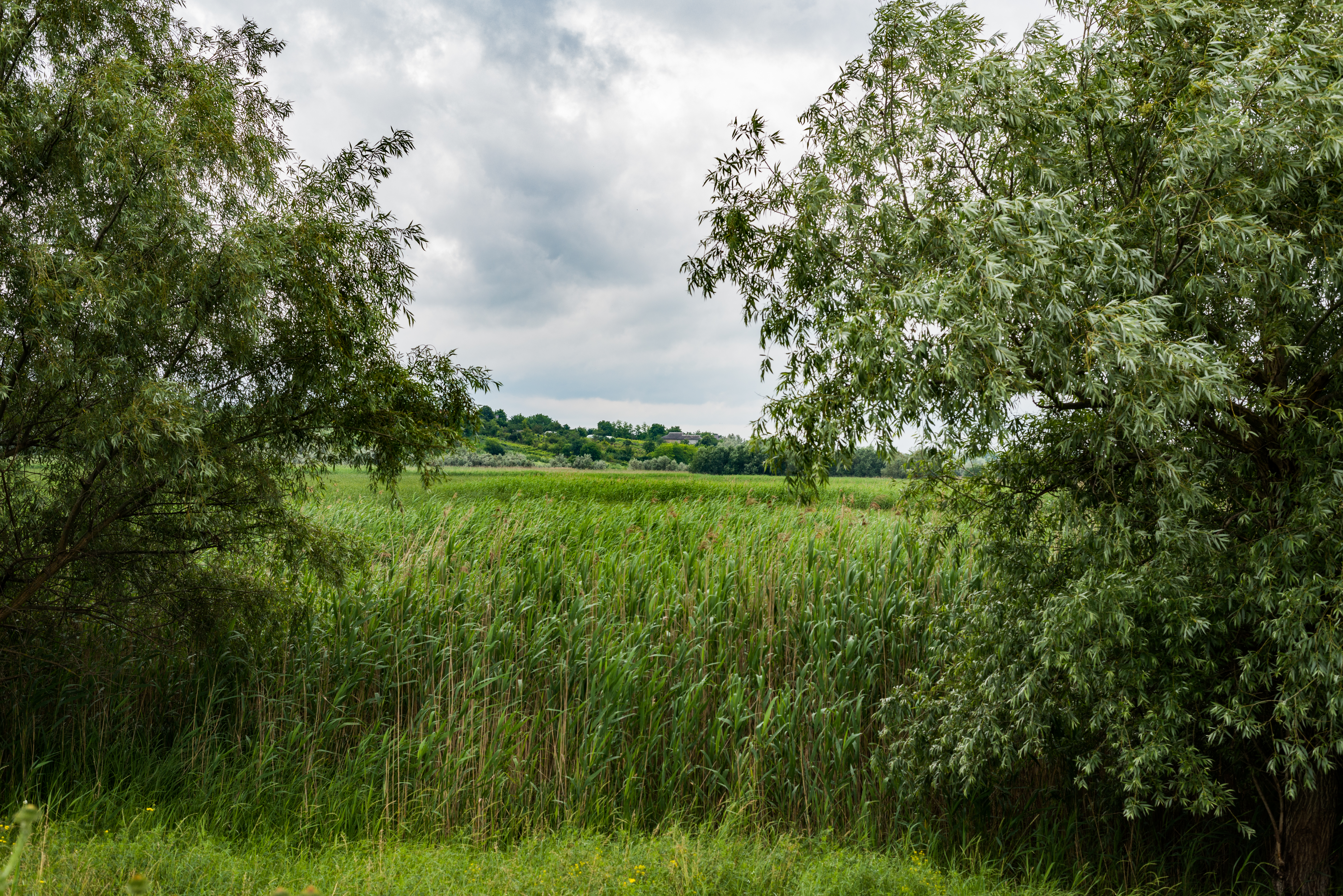

Ecosistemul acvatic „Lebăda albă” este o rezervație naturală mixtă în raionul Leova, Republica Moldova. Este amplasată la nord-vest de orașul Leova. Are o suprafață de 30 ha. Obiectul este administrat de Primăria orașului Leova.